# Hoymille

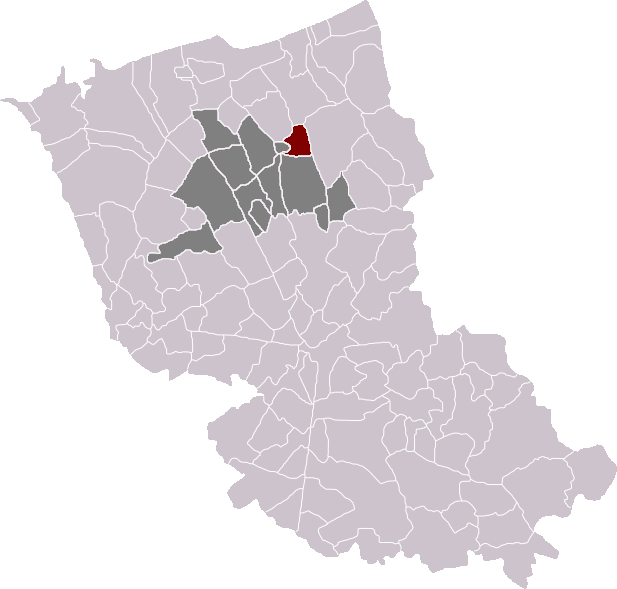
Localització de Hoymille

Hoymille  (en neerlandès Hooimille) és un municipi francès, situat a la regió dels Alts de França, al departament del Nord, que forma part de la Westhoek. L'any 2006 tenia 3.050 habitants. Limita al nord-oest amb Coudekerque, al nord amb Téteghem, a l'oest amb Bergues, a l'est amb Warhem, i al sud amb Quaëdypre.

## Demografia
| 1962                                       | 1968 | 1975  | 1982  | 1990  | 1999  |
| ------------------------------------------ | ---- | ----- | ----- | ----- | ----- |
| 385                                        | 545  | 2.042 | 3.142 | 3.256 | 3.097 |
| Des de 1962: població sense dobles comptes |      |       |       |       |       |

## Administració
| Període   | Identitat             | Partit        |
| --------- | --------------------- | ------------- |
| 1917-1919 | Louis Coudevylle      |               |
| 1919-1955 | Paul Vandenbavière    | Divers droite |
| 1955-2001 | Jacques Vandenbavière | Divers droite |
| 2001-     | Sylvie Desmarescaux   | Divers droite |